# Venje
Venje is een plaats in de gemeente Kutjevo in de Kroatische provincie Požega-Slavonië. De plaats telt 98 inwoners (2011).
Venje ligt 5km ten westen van Kutjevo, met de buurdorpen Mitrovac aan de oostkant en Hrnjevac aan de westkant.